# 28 Pułk Artylerii Pancernej

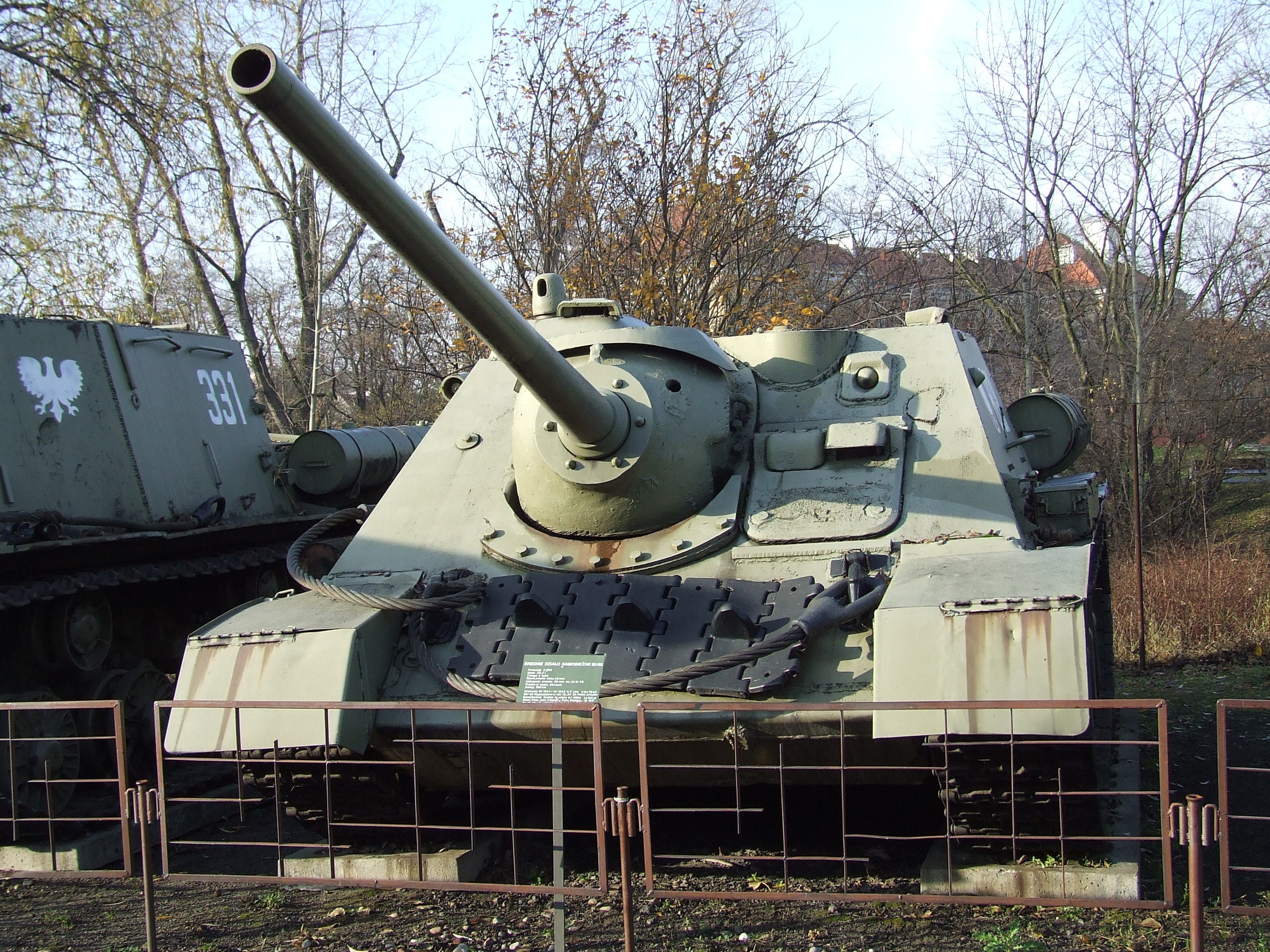
Działo pancerne SU-85

28 Saski Pułk Artylerii Pancernej – oddział broni pancernej ludowego Wojska Polskiego

## Formowanie i zmiany organizacyjne
Sformowany na podstawie rozkazu dowódcy Armii Polskiej w ZSRR nr 00127 z 5 lipca 1944 jako jednostka odwodu Naczelnego Dowództwa WP.
Po zakończeniu działań wojennych pułk stacjonował w Śremie.
Rozkaz Dowódcy Wojsk Lądowych Nr 0013/Panc z 22 kwietnia 1949 nakazywał Dowódcy OW-IV w terminie do 1 lipca 1949 rozformować 28 Pułk Artylerii Pancernej. Zgodnie z rozkazem pułk miał przekazać 21 SU-85 wraz z załogami do 9 pułku czołgów, a 3 SU-85 do filii centralnej składnicy sprzętu pancernego w Elblągu.

## Żołnierze pułku
Dowódcy pułku;
- ppłk Mikołaj Zubkow (25 października 1944 r. do końca wojny)

Oficerowie
- Zbigniew Szydłowski

## Struktura organizacyjna
Etat 010/462
Dowództwo i sztab
- 4 x baterie artylerii pancernej
- kompania fizylierów

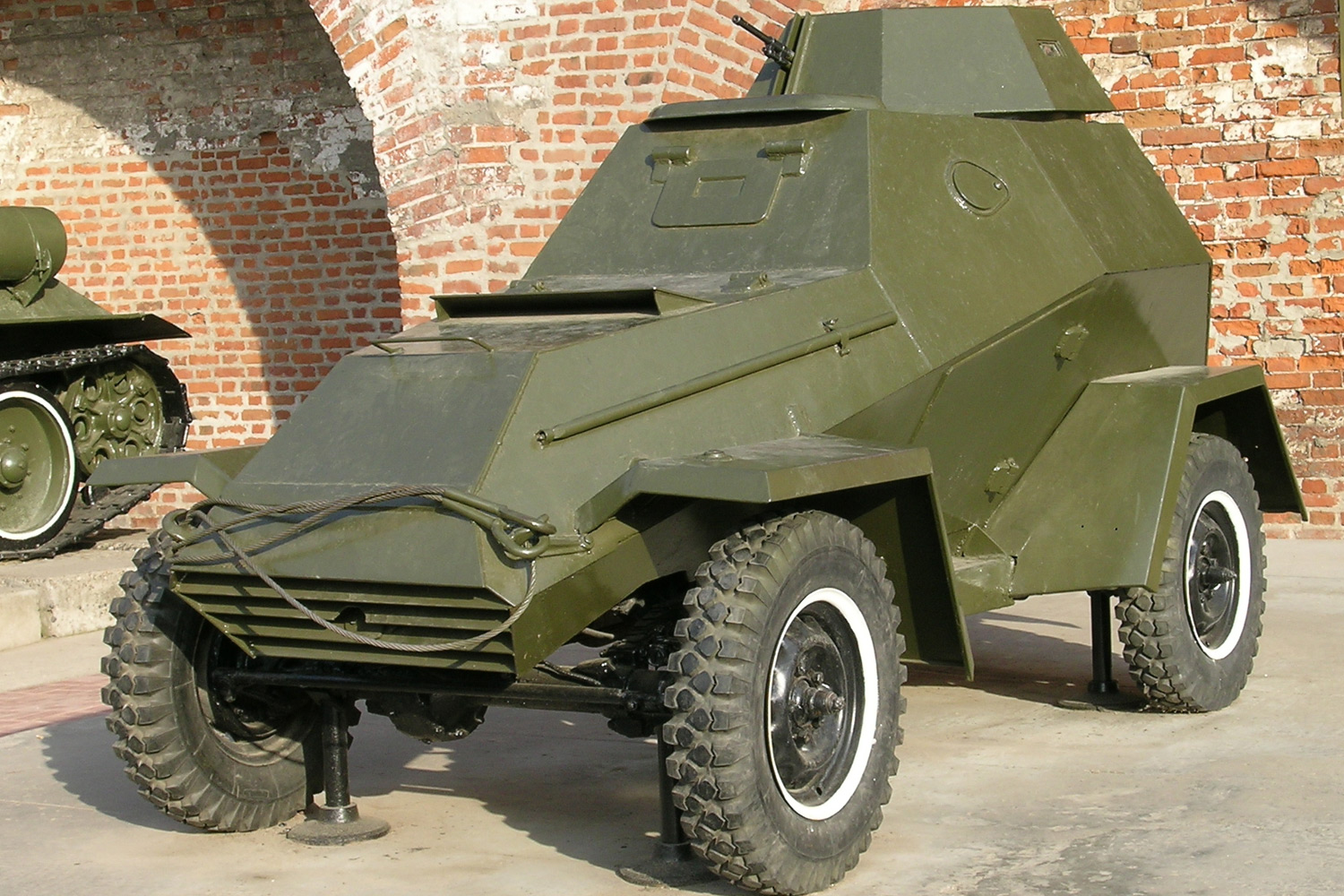
Samochód pancerny dowództwa BA-64

- plutony: dowodzenia, saperów, zaopatrzenia bojowego, remontu, transportowy, sanitarny
- drużyna gospodarcza

Stan etatowy:
żołnierzy – 318 (oficerów – 62, podoficerów – 101, szeregowych – 155)
sprzęt:
- działa samobieżne SU-85 – 21
- samochód pancerny BA-64 – 1
- samochody – 43
- motocykle – 2

## Działania bojowe
Początkowo działał jako jednostka odwodu Naczelnego Dowództwa, następnie na czas walk na Pomorzu, pod Wrocławiem oraz w operacji łużyckiej i praskiej został podporządkowany dowódcy 2 Armii Wojska Polskiego i przeszedł w jej szeregach cały szlak bojowy. Za udział w wojnie odznaczony srebrnym krzyżem orderu Virtuti Militari.
9 sierpnia 1946 roku grupa operacyjna pułku walczyła w miejscowości Horn koło Kościana z oddziałem zbrojnego podziemia "Kościuszki". Zginął jeden żołnierz GO i dwóch partyzantów.
|  |  |  |  |  |

## Kamuflaż i oznakowanie wozów
Wozy bojowe malowano farbą olejną koloru ciemnozielonego. Poszczególne pojazdy mogły różnić się odcieniem, a nawet i kolorem.
Jeśli okoliczności tego wymagały, malowano pojazdy w nieregularne plamy różnej wielkości i kształtu. Obok podstawowego koloru wykorzystywano brąz, czerń lub piaskowy. Taki sposób malowania stosowano jednak sporadycznie.
Zimą wozy bojowe malowano na biało, tzw. bielidłem. Biel nakładano bezpośrednio na ochronną farbę zieloną, przy czym pokrywano nią albo cały pojazd, albo też tylko część jego powierzchni, tworząc nieregularne plamy deformujące kształt. Zamiast farby mogło być używane wapno.
Na wieży malowano orła. Stylizowany, aczkolwiek znacznie uproszczony kształt orła wzorowany był na orle piastowskim. Wysokość orła wahała się od 20 do 40 cm.
Oznakowanie taktyczne
Numery taktyczne pułku:
dowódca — 801
- samochód pancerny BA-64 — 100
- 1 bateria — 811, 812, 813, 814, 815
- 2 bateria — 821, 822, 823, 824, 825
- 3 bateria — 831, 832, 833, 834, 835
- 4 bateria — 841, 842, 843, 844, 845